# Матраимов, Райымбек Ысмайылович
Райымбек Ысмайылович Матраимов (род. 3 мая 1971, Кара-Сууский район, Ошская область) — киргизский политик. Был заместителем председателя Государственной таможенной службы Кыргызстана (2015—2017). После увольнения в конце 2017 года Матраимов стал центральной фигурой в продолжающемся крупномасштабном деле об отмывании денег, одном из самых громких скандалов в истории политики Кыргызстана.
26 марта 2024 года Матраимов был экстрадирован из Баку в Бишкек.

## Ранние годы
Родился 3 мая 1971 года в селе Агартуу Кара-Сууского района Ошской области Киргизской ССР. В Государственной таможенной службе начал работать в 1997 году штатным инспектором. В 2004 году начался его неуклонный подъём по службе: сначала он был назначен начальником отдела кадров Южного управления Государственной таможенной службы, через год стал заместителем начальника Южного управления.
Максимальный срок его пребывания на руководящей должности длился шесть лет: с 2007 по 2013 год Матраимов был начальником Ошского управления Государственной таможенной службы. В 2013 году назначен заведующим всем Южным отделением, в состав которого входило Ошское отделение. Наконец, в 2015 году он стал заместителем председателя всей Государственной таможенной службы, что с тех пор являлось его высшей государственной должностью.

## Обвинения в коррупции

### Самые ранние обвинения
Первые сообщения о том, что Матраимов обладает значительным необъяснимым богатством, появились в 2017 году, когда ряд киргизских СМИ написали о спортивных клубах, которые Матраимов построил в своей родной южной части Кыргызстана, и о роскошном особняке, который он построил для себя в центре Оша, второго по величине города страны. Матраимов опроверг заявления журналистов, но, несмотря на это, в ноябре 2017 года был уволен тогдашним президентом Кыргызстана Алмазбеком Атамбаевым.

### Основные расследования
После ухода Атамбаева с поста президента в декабре 2017 года Матраимов подал в суд на государство, а в 2018 году суд принял решение восстановить его в должности замглавы Таможенной службы. Несмотря на решение суда, Матраимов предпочёл не возвращаться в должность, но при этом перешёл к более публичному образу жизни. Матраимов, ранее известный как государственный чиновник, который почти не давал ни одного интервью средствам массовой информации, опубликовал своё первое видеообращение в мае 2019 года. Он вновь отверг обвинения в коррупции и заявил, что стал жертвой клеветнической кампании бывшего президента Атамбаева.
В том же месяце благотворительный фонд семьи Матраимова организовал турнир по волейболу в Ошской области Кыргызстана, который посетили ряд высокопоставленных киргизских политиков, в том числе Дастан Джумабеков, спикер киргизского парламента, и Кубатбек Боронов, тогдашний вице-премьер Кыргызстана.
Несмотря на демонстрацию своих связей в политике, Матраимов продолжал оставаться центральной фигурой в дальнейших расследованиях коррупции, проводимых киргизскими журналистами. 30 мая 2019 года киргизское издание Радио «Свобода» опубликовало первое крупное расследование о возможном источнике богатства Матраимова.
В расследовании журналисты Радио «Свобода» утверждали, что Матраимов заработал своё состояние, участвуя в коррупционной схеме, позволившей группе китайских компаний во главе со скрытной семьёй Абдукадыр ввозить товары в Кыргызстан без уплаты таможенных сборов. В ноябре 2019 года в Стамбуле был убит один из главных источников расследования, работавший на семью Абдукадыр, сознавшийся в отмывании денег Айеркен Саймаити.
Хотя Матраимов отрицал какую-либо связь с убийством Саймаити, следующая часть журналистского расследования о нём, во многом основанная на интервью с Саймаити, была опубликована 21 ноября 2019 года, через десять дней после убийства Саймаити. На этот раз это было совместное расследование Радио «Свобода», Центра по исследованию коррупции и организованной преступности и киргизского СМИ «Клооп», в ходе которого были раскрыты подробности о коррупционных схемах в киргизской таможне.
Согласно ноябрьским расследованиям, Матраимов не только поддерживал незаконную деятельность семейного бизнеса Абдукадыр, но и участвовал как минимум в одном совместном с ними проекте в сфере недвижимости: жена Матраимова Уулкан Тургунова оказалась совладелицей поместья в Дубае вместе с один из членов семьи Абдукадыр. Ни у Матраимова, ни у его жены никогда не было такой суммы официальной зарплаты, которая позволила бы им вложиться в дорогостоящий проект данного уровня.

### Протесты и судебный процесс
Через четыре дня после ноябрьских публикаций сотни людей вышли на акцию протеста перед зданием правительства Кыргызстана в Бишкеке, требуя от властей расследовать коррупционную схему, описанную в новой части журналистского расследования. Матраимов и его семья продолжали отрицать все обвинения, а в декабре 2019 года подали в суд на «Радио Свобода» и Kloop. Хотя «Репортёры без границ» назвали этот иск «абсурдным» и призвали суд отклонить его, этого так и не произошло. Матраимов и его семья требуют от СМИ более 700 000 евро компенсации, но приговор ещё не вынесен.

### Арест и суд
После восстания и смены власти, произошедшей в Кыргызстане в октябре 2020 года, Матраимов был арестован 20 октября 2020 года. Комитет национальной безопасности Кыргызстана (ГКНБ) заявил, что Матраимов якобы заработал сотни миллионов долларов на контрабанде. Матраимов провёл всего сутки под стражей, затем его отпустили и поместили под домашний арест.
В феврале 2021 года Матраимов был приговорён к штрафу в размере 3000 долларов США. После общественного резонанса его снова арестовали, против него возбудили новое дело.

## Личная жизнь
Матраимов женат на Уулкан Тургуновой, которая вместе с ним фигурировала в журналистских расследованиях. Проанализировав личные аккаунты Тургуновой в социальных сетях, киргизские журналисты выяснили, что у неё есть дорогие часы и украшения, которые она не может позволить себе на свою официальную зарплату. Автор одного из рассказов о Тургуновой подвергся физическому нападению в Бишкеке в январе 2020 года, через три недели после того, как опубликовал рассказ о её богатстве. В 2020 году Bellingcat и OCCRP нашли связи Матраимова и Тургуновой с недвижимостью, включая коттедж на Иссык-Куле и роскошную квартиру в Дубае.
Тилек Матраимов, брат Райымбека, является главой Кара-Сууской районной администрации.